# Hóquei sobre a grama nos Jogos Olímpicos de Verão da Juventude de 2010
As competições de hóquei sobre grama nos Jogos Olímpicos de Verão da Juventude de 2010 foram disputadas entre 16 e 25 de agosto no Estádio de Hóquei de Sengkang, em Singapura.

## Eventos
Foram realizados dois torneios, um masculino e um feminino com seis equipes cada. O formato de disputa foi o mesmo para âmbos os gêneros, onde as equipes dísputaram uma fase única e no final jogos de classificação de acordo com o desempenho.
As seguintes equipes foram selecionadas para a competição:
| Grupo único                                                                         |
| ----------------------------------------------------------------------------------- |
| Argentina · Irlanda · Coreia do Sul · Países Baixos · Nova Zelândia · África do Sul |

| Grupo único                                                |
| ---------------------------------------------------------- |
| Austrália · Bélgica · Chile · Gana · Paquistão · Singapura |

## Calendário
| Agosto | 14 | 15 | 16 | 17 | 18 | 19 | 20 | 21 | 22 | 23 | 24 | 25 | 26 |
| ------ | -- | -- | -- | -- | -- | -- | -- | -- | -- | -- | -- | -- | -- |
| Hóquei |    |    |    |    |    |    |    |    |    |    | 1  | 1  |    |

|  | Dia de competição |  | Dia de final |

## Medalhistas
| Evento             | Ouro | Prata | Bronze |
| ------------------ | --- | --- | --- |
| Feminino detalhes  | Saskia van Duivenboden Lieke van Wijk Lisa Scheerlinck Lisanne de Lange Jet de Graeff Floor Ouwerling Liselotte van Mens Lara Dell'Anna Roos Broek Floortje Plokker Marloes Keetels Macey de Ruiter Frederique Derkx Elsie Nix Mathilde Hotting Juliette van Hattum NED Países Baixos | Antonella Brondello Victoria Cabut Rocío Emme Rocío Broccoli Julia Castiglione Carla de Iure Agustina Albertarrio Antonieta Bianchi Eugenia Garrafo Jimena Cedres Sol Fernández María Baldoni Florencia Habif Camila Bustos Agustina Álvarez Agustina Mama ARG Argentina           | Georgia Barnett Amy Barry Jamie Bolton Jessica Chisholm Michaela Curtis Samara Dalziel Rhiannon Dennison Erin Goad Elizabeth Rose Keddell Sarah Matthews Rachel McCann Kate McCaw Elley Miller Danielle Sutherland Lydia Velzian Kayla Wilson NZL Nova Zelândia                  |
| Masculino detalhes | Daniel Beale Robert Bell Andrew Butturini Ryan Edge Jake Farrell Casey Hammond Jeremy Hayward Daniel Mathiesen Rory Middleton Luke Noblett Flynn Ogilvie Jayshaan Randhawa Byron Walton Jordan Willot Oscar Wookey Dylan Wotherspoon AUS Austrália                                    | Mazhar Abbas Ahmed Zubair Muhammad Sultan Amir Muhammad Umair Ali Shan Muhammad Usman Aslam Muhammad Adnan Muhammad Rizwan Muhammad Sohaib Syed Kashif Shah Muhammad Arslan Qadir Ali Hassan Faraz Muhammad Amir Ashiq Muhammad Suleman Adnan Shakoor Muhammad Irfan PAK Paquistão | Arnaud Flamand Dimitri Cuvelier Arthur van Doren Matthias Dubois Antoine Legrain Louis Rombouts Dorian Thiery Thomas van der Gracht Alexander Hendrickx Bjorn Delmoitie Nicolas de Kerpel Mathew Cobbaert Quentin Bigare Gaetan Perez Benjamin van Dam Arno Devreker BEL Bélgica |

## Quadro de medalhas
| Ordem | País              | Medalha de ouro | Medalha de prata | Medalha de bronze |   |
| ----- | ----------------- | --------------- | ---------------- | ----------------- | - |
| 1     | AUS Austrália     | 1               |                  |                   | 1 |
|       | NED Países Baixos | 1               |                  |                   | 1 |
| 3     | ARG Argentina     |                 | 1                |                   | 1 |
|       | PAK Paquistão     |                 | 1                |                   | 1 |
| 5     | BEL Bélgica       |                 |                  | 1                 | 1 |
|       | NZL Nova Zelândia |                 |                  | 1                 | 1 |
| TOTAL | TOTAL             | 2               | 2                | 2                 | 6 |